# A Manopla de Karasthan
A Manopla de Karasthan é o primeiro livro da série Crónicas de Allaryia, escrita pelo português Filipe Faria. Foi publicado em 2002 pela Editorial Presença e encontra-se entre os muitos livros da coleção Via Láctea, onde também consta grandes obras como as de Garth Nix.

## Personagens
- Aewyre Thoryn
- Allumno - um mago
- Lhiannah - uma bela princesa arinnir
- Worick - um thuragar
- Quenestil - um eahan
- Babaki - um antroleo
- Taislin - um burrik
- Slayra - uma eahanna negra